# برازیلیا د میناز
برازیلیا د میناز (به پرتغالی: Brasília de Minas) یک شهرداری در برزیل است که در میناز ژرایس واقع شده‌است. برازیلیا د میناز ۱٬۳۹۸٫۵۶۳ کیلومتر مربع مساحت و ۳۲٬۴۰۵ نفر جمعیت دارد و ۹۰۸ متر بالاتر از سطح دریا واقع شده‌است.